# Jacob Gerhard Lohse
Jacob Gerhard Lohse (né le 10 janvier 1851 et mort le 2 janvier 1941) est un astronome germano-britannique.

## Biographie
Jacob Gerhard Lohse naît en janvier 1851,. Après avoir étudié l'astronomie à l'université de Göttingen, il se rend en Écosse en 1877, où il devient second assistant à l'observatoire de James Ludovic Lindsay à Dunecht (le premier assistant est Ralph Copeland). Il y observe la comète 11P/Tempel-Swift-LINEAR le 8 novembre 1880. En 1884, il s'installe à l'observatoire privé de James Wigglesworth à Scarborough où il peut utiliser un télescope à réflexion de 15,5 pouces nouvellement installé, dans un dome de 9 m de diamètre. En 1889, Wigglesworth meurt, l'observatoire ferme. Jacob Gerhard Lohse retourne en Écosse, cette fois en tant que premier assistant sous Copeland à l'Observatoire royal d'Édimbourg. Il y reste jusqu'à la fin de sa carrière active, après quoi il retourne en Allemagne. Il meurt le 2 janvier 1941, à 90 ans,.

## Œuvres
- Observations of Nova Cygni, MNRAS 47, 1887, S. 494.

## Découvertes
Les observations suivantes des années 1885 et 1886 sont documentées, qui peuvent être clairement attribuées à Jacob Gerhard Lohse avec le New General Catalogue  :
- NGC 793
- NGC 1446
- NGC 1655
- NGC 1674
- NGC 1675
- NGC 2195
- NGC 2412
- NGC 2518
- NGC 2519
- NGC 2565
- NGC 4345
- NGC 5884
- NGC 6344
- NGC 6353
- NGC 6731
- NGC 6767
- NGC 6792
- NGC 7114